# Radio Dechovka
Radio Dechovka je soukromá rozhlasová stanice zaměřená na dechovou, lidovou a zlidovělou hudbu z oblasti Čech, Moravy, Slezska a Slovenska. Hraje i písně „staré Prahy“, populární skladby 60. let a trampské písně.

## Vysílání
7. 7. 2009 začala stanice vysílat v síti internet, posléze získalo celoplošnou licenci pro klasické vysílání. V současnosti (2022) vysílá Radio Dechovka ze studia v pražských Holešovicích, na Ortenově náměstí 15a. Na středních vlnách AM 1233 kHz měla až 5 vysílačů nízkého výkonu po celé ČR kromě západních Čech. Původní hlavní vysílač (10kW) byl přesunut z Bořanovic do vysílacího střediska Zbraslav, další byly v Ostravě, Brně, Českých Budějovicích a Dobrochov u Prostějova. Šestý vysílač Hradec Králové - Stěžery pro východní Čechy a část středních Čech byl na AM 792 kHz zprovozněn v roce 2016 z bývalého vysílacího střediska ČRa ve Stěžerech. K 28. 2. 2021 bylo vysílání ze všech vysílačů na kmitočtu 1233 kHz ukončeno a v provozu zůstal pouze vysílač Stěžery, 792 kHz, kterému byl zvýšen výkon na 10 kW.
V současnosti je přenášeno celoplošně i digitálně prostřednictvím DVB-T2 v multiplexu 23.
V digitální rozhlasové síti DAB+ je Radio Dechovka možné naladit v Praze, Plzni a v Ostravě.
V jižních Čechách vysílá Radio Dechovka i v pásmu VKV:
- České Budějovice a okolí 96,8 FM
- Tábor a okolí 94,5 FM
- Strakonice a okolí 101,1 FM
- Písek a okolí 99,4 FM

## Pravidelné pořady
- Písničky na přání – každý den 11 – 12 hodin, nejoblíbenější pořad Radia Dechovka, telefonická přání posluchačů.
- Old Country Polka Time – sobota v 1 a v 11 hodin, pořad chystají Jana a Libor Vítů, čeští emigranti žijící v USA. Hrají české písničky krajanům.
- Kulturní servis – výběr kulturních událostí v dopoledním a odpoledním vysílání.
- Vůně táboráku – každý den 20 – 21 hodin – trampské písničky z vandrů, festivalů a potlachů.
- Orchestrální půlhodinka – každý den od 3 a 19 hodin – hudební speciál zaměřený na známé instrumentální skladby a díla.
- a občas pro zpestření také Hospodská zábava – večerní pořad „s hvězdičkou“ (po 22.hodině) plný peprného humoru a košilaté zábavy ve formě sprostonárodních písní.